# Alberto Bins
Alberto Bins (Porto Alegre, 1869 — Porto Alegre, 24 de abril de 1957) foi um industrial, comerciante e político brasileiro.  Foi o primeiro porto-alegrense a assumir a prefeitura da capital gaúcha.
Filho do alemão Matias José Bins, nascido em Merl, alfaiate em Porto Alegre - e amigo de Júlio Prates de Castilhos -, e de Elisa Sehl.
Foi com seu pai para a Alemanha, para que este se tratasse da saúde. Lá, porém, seu pai faleceu. Depois de lá permanecer algum tempo, tendo estudado na Inglaterra e Alemanha, retornou ao Brasil. Procurou os antigos amigos de seu pai e iniciou sua carreira comercial como sócio de Miguel Friedrichs, negociando ferro bruto e materiais de construção, na Bins & Friedrichs.
Sua primeira grande atividade profissional iniciou ao adquirir a empresa E.Berta & Cia., por volta de 1893, fundada por Emmerich Berta, fabricante de cofres, fogões, camas e outros utensílios de ferro. Tendo trazido vários conhecimentos ao Brasil, de sua estada na Europa, ao assumir a empresa modernizou os processos de trabalho, tendo importado máquinas e matéria-prima da Alemanha, Estados Unidos e Inglaterra. Seus produtos eram vendidos por todo país. Também amigo, por causa de seu pai, de Júlio de Castilhos, ao estourar a Revolução Federalista, foi prestar seu apoio e foi nomeado major da Guarda Nacional, apesar de nunca haver portado uma arma.
Também tornou-se proprietário de uma fundição, a Phenix, essencial para fornecimento da matéria-prima que a E. Berta & Cia. necessitava.  Além disso também possuía uma propriedade rural, onde plantava uvas de mesa e para produção de vinho (Granja Progresso), além de eucaliptos, inicialmente para proteção dos vinhedos, mas depois também para uso combustível.
Inicialmente manteve-se afastado de cargos políticos, preocupado com que isto afetasse seus negócios, mas não deixava de frequentar o Clube Republicano. Na Exposição Agroindustrial de 1901 sua fábrica de cofres e fogões, antes situada na Rua Dr. Flores, já estava na rua Voluntários da Pátria 351, 353 e 355, tinha 130 operários, 2 máquinas a vapor de 24 HP, que davam potência a 84 máquinas diferentes, ocupando uma área de 8 400 metros quadrados, dos quais 2 783 estavam edificados. Recebeu três medalhas de ouro na Exposição, uma pela máquina Victoria, outra pelos cofres, fogões e camas expostos e finalmente outra pela fechaduras e fechos.
Homem bem sucedido nos negócios, explorou este fato habilmente em suas campanhas políticas. Foi eleito membro do Conselho Municipal de Porto Alegre em 1908. Ao terminar sua gestão foi eleito deputado estadual sucessivamente em 1913, 1917, 1921 e 1926. Foi vice-intendente eleito em 1926, na gestão de Otávio Rocha, e em 1928 o substituiu, dado seu falecimento, dando prosseguimento ao projeto político do Partido Republicano Riograndense (PRR). Candidato natural na eleição que ocorreu no mesmo ano, elegeu-se com 7.388 votos, manteve-se no cargo até 1937.
Com a Revolução de 30, deflagrada dois anos depois, foi mantido no cargo pelo interventor estadual Flores da Cunha. A prefeitura procurou melhorar a prestação de serviços à população, inaugurando ainda em 1928, a primeira estação de tratamento de água da cidade, a Hidráulica Moinhos de Vento. As dificuldades financeiras, entretanto, complicaram a administração. Para salvar a cidade da insolvência, em 1929 o prefeito assinou um acordo com o governo do Estado, repassando a responsabilidade municipal sobre os serviços de higiene, policiamento e instrução pública. Em 1932 passou ao Partido Republicano Liberal, fundado por Flores da Cunha.
Em 1935 foi o organizador, em Porto Alegre, da Exposição do Centenário da Revolução Farroupilha, instalada no Parque da Redenção (atual Parque Farroupilha), a maior exposição realizada no Brasil, até então. Foi acusado de desviar recursos da exposição, porém defendeu-se publicando uma precisa contabilidade e a descrição da exposição em A Exposição do Centenário Farroupilha, pela Editora Globo, em 1936.
Em 1937, com a decretação do Estado Novo por Getúlio Vargas, Bins teve seu mandato encerrado e retirou-se da política, passando a gerenciar suas indústrias.
Foi também presidente da Associação Comercial de Porto Alegre, um dos fundadores do Banco Pelotense, do Centro da Indústria Fabril do Rio Grande do Sul e do Clube de Regatas Guaíba Porto Porto Alegre. Também participou da fundação da VARIG e do Sindicato do Arroz.
Porto Alegre homenageou seu ex-prefeito substituindo o nome da Rua São Rafael por Avenida Alberto Bins (atualmente uma das avenidas mais movimentadas da capital).